# Low-voltage differential signaling
Low-voltage differential signaling (LVDS), noto anche come TIA/EIA-644, è uno standard che specifica le caratteristiche elettriche di un protocollo di comunicazione seriale di tipo differenziale.
L'LVDS funziona a bassa potenza e può funzionare a velocità molto elevate utilizzando cavi in rame twisted pair economici.
Poiché LVDS è una specifica a livello fisico, viene usato da molti standard di comunicazione dati, aggiungendo il layer dati, come definito nel modello OSI.
Lo standard LVDS fu introdotto nel 1994, ed è diventato popolare in prodotti come televisori LCD, sistemi di intrattenimento e informazione mobili, telecamere industriali e per la visione artificiale, computer notebook e tablet, e sistemi per le telecomunicazioni. Le applicazioni tipiche sono video ad alta definizione, grafica, trasferimento dati da fotocamera e bus generici ad alta velocità.
I venditori di notebook e display LCD hanno spesso usato il termine LVDS in luogo del più appropriato FPD-Link con riferimento al protocollo, e il termine “LVDS” è divenuto sinonimo di Flat Panel Display Link nel gergo dei display video.

## Principali vantaggi del sistema di trasmissione
LVDS è un sistema di trasmissione differenziale, ovvero trasmette le informazioni come differenza tra le tensioni presenti su una coppia di conduttori. Le due tensioni sono confrontate sul ricevitore. 

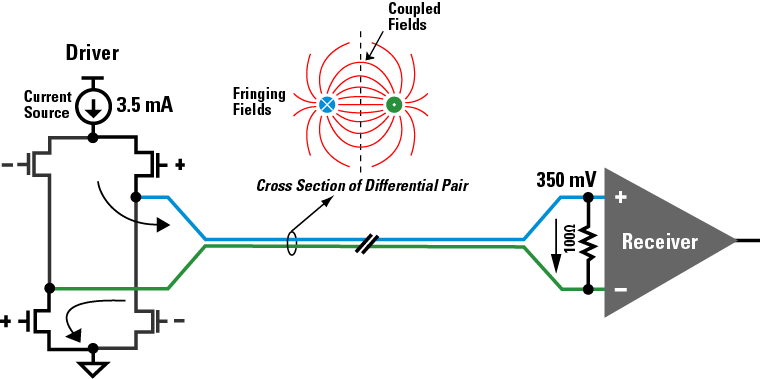
Funzionamento del circuito: a sinistra il driver responsabile dell'invio dei dati sotto forma di impulsi elettrici nel cavo, e a destra il ricevitore composto da un amplificatore differenziale.

In una tipica realizzazione, il trasmettitore inietta una corrente di 3.5 mA nella coppia di fili, e la direzione della corrente determina il livello logico. La corrente passa attraverso una resistenza di terminazione di valore compreso tra 100 e 120 Ohm sul lato ricevente, adattata all'impedenza caratteristica della coppia di fili per ridurre le riflessioni e massimizzare il trasferimento di potenza. La differenza di potenziale sul resistore è di circa 350mV. Il ricevitore valuta la polarità di questa tensione per determinare il livello logico.
Se c’è uno stretto accoppiamento elettromagnetico tre i due fili, LVDS riduce la generazione di rumore elettromagnetico, e allo stesso tempo diminuisce la suscettibilità alle interferenze elettromagnetiche.
Il ricevitore LVDS è immune al rumore di modo comune perché determina il livello logico ricevuto dalla differenza delle due tensioni, che non cambia sommando lo stesso valore ad entrambi i terminali.
Il fatto che il trasmettitore LVDS utilizzi sempre lo stesso valore di corrente per entrambi i livelli logici ha il vantaggio di richiedere requisiti meno stringenti sul condensatore di disaccoppiamento, e di produrre meno disturbi sulle linee di alimentazione.
La ridotta tensione di modo comune, di circa 1.2V, consente di utilizzare il bus LVDS su un’ampia gamma di tensioni di alimentazione, a partire da 2.5V o addirittura meno.

## Applicazioni
Lo standard LVDS divenne popolare nella metà degli anni ’90. Prima di allora le risoluzioni in uso nei monitor di computer non erano così elevate da richiedere grandi velocità di trasmissione dei dati per video e grafica. Tuttavia nel 1992 Apple necessitava di un metodo per trasferire stream multipli di video digitale senza sovraccaricare il NuBus già esistente. Apple e National Semiconductors svilupparono il QuickRing, che fu il primo esempio di impiego del LVDS, e permise di realizzare un bus alternativo che bypassava il NuBus per trasmettere stream video sul Macintosh.
La prima applicazione del LVDS ad avere ampia diffusione fu l’impiego del FPD-Link per trasmettere dati dalla GPU al display. Il primo chipset FPD-Link permise di ridurre una interfaccia video che impiegava 21 bit più il clock (22 fili) a sole quattro coppie differenziali (8 fili), il che permetteva di avere un cavo che passava più facilmente nella cerniera tra la base e il display dei notebook, e al tempo stesso riduceva i disturbi elettromagnetici prodotti, oltre a consentire una maggiore velocità nella trasmissione dei dati.
FPD-Link divenne lo standard di fatto in questa applicazione alla fine degli anni ’90 e ancora al 2018 risultava essere molto impiegata per collegare i display nei notebook e nei tablet. Per questa ragione diversi produttori di circuiti integrati producono la loro versione di chipset FPD-Link.
Le applicazioni del LVDS si estesero ai televisori quando la risoluzione degli schermi crebbe. Per seguire questa applicazione furono sviluppati controllori capaci di velocità superiori e maggior numero di canali paralleli.
L’applicazione successiva fu il trasferimento del segnale video attraverso un cavo esterno tra un computer ed un display separati, oppure tra un lettore DVD o un decoder ed un televisore.
Nacquero così gli standard di interfaccia Digital Visual Interface, High-Definition Multimedia Interface  e, successivamente, DisplayPort che ancora al 2018 costituivano il sistema principale per collegare sorgenti video digitali a televisori e display.
Un’altra applicazione di successo del LVDS è il protocollo Camera Link, impiegato nelle applicazioni di computer visione per collegare la telecamera al frame grabber.
Altri esempi di uso dello standard LVDS si trovano in diversi tipi di bus digitale, come HyperTransport, FireWire, Serial ATA (SATA), RapidIO, e SpaceWire.